# Poolbillard-Jugendeuropameisterschaft 1981
Die Poolbillard-Jugendeuropameisterschaft 1981 war die erste Austragung der von der European Pocket Billiard Federation veranstalteten Jugend-Kontinentalmeisterschaft im Poolbillard. Sie fand in Bern statt.
Ausgespielt wurden die Disziplinen 14/1 endlos und 8-Ball bei den Junioren.

## Medaillengewinner
| Disziplin              | Gold               | Silber          | Bronze                   |       |
| ---------------------- | ------------------ | --------------- | ------------------------ | ----- |
| Junioren – 14/1 endlos | Bengt Pedersen     | Bjørn L’Orange  | B. Gritschka Rainer Karl | [ 1 ] |
| Junioren – 8-Ball      | Christer Lofstrand | Thomas Schröder | Rüdiger Jesse Per Norell | [ 2 ] |